# Staffan Sillén
Erik Staffan Sillén, född 22 maj 1950 i Kolsva, är en svensk journalist, chef för Ekoredaktionen 2007-2011. Han var därefter stabschef i Sveriges Radios programenhet fram till pensioneringen 2015. 
Staffan Sillén började 1967 att frilansa för lokaltidningar i Västmanland och anställdes 1973 som volontär på Bärgslagsbladet/Arboga Tidning. 1974-1976 var han anställd på Rikspolisstyrelsens informationsavdelning. Han arbetade därefter med nyhetsjournalistik i olika befattningar i Sveriges Radio, Sveriges Television och på Dagens Nyheter.